# Fonda (New York)
Pour les articles homonymes, voir Fonda.
Le village de Fonda est le siège du comté de Montgomery. Il est situé dans l'État de New York, aux États-Unis.
Il a été fondé au XVIIe siècle par les ascendants paternels de l'acteur Henry Fonda qui avaient débarqué en 1642 dans la colonie néerlandaise de Nouvelle-Néerlande (actuelle Nouvelle-Angleterre). La famille Fonda, originaire de Gênes en Italie, s'était auparavant installée aux Pays-Bas depuis le XVe siècle.